# Oliekan
Een oliekan is een kan (meestal van blik of kunststof) voor smeerolie of petroleum.
Een oliekan bevat meestal tussen 250 ml en 5 liter olie en kan voorzien zijn van een handbediend pompje.
Ze bestaan in diverse vormen, zoals een eenvoudig cilindrisch wegwerpblik, al of niet met tuit, of een halve bol van blik met vlakke bodem en spuit aan de bovenzijde; er zijn er ook met een handgreep en een hendel of knop voor het bedienen van de pomp.

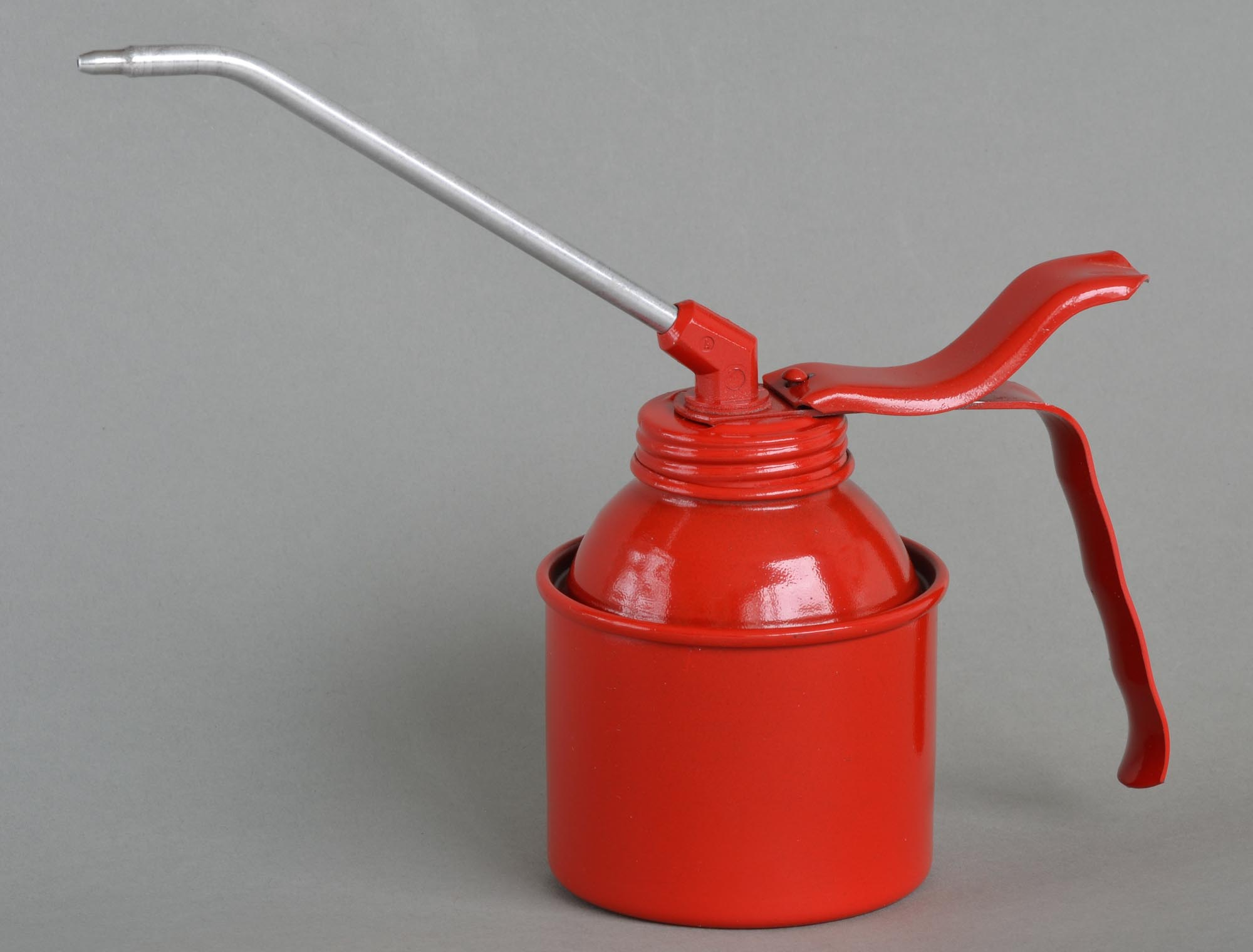
Oliekan met pompje (250 ml)
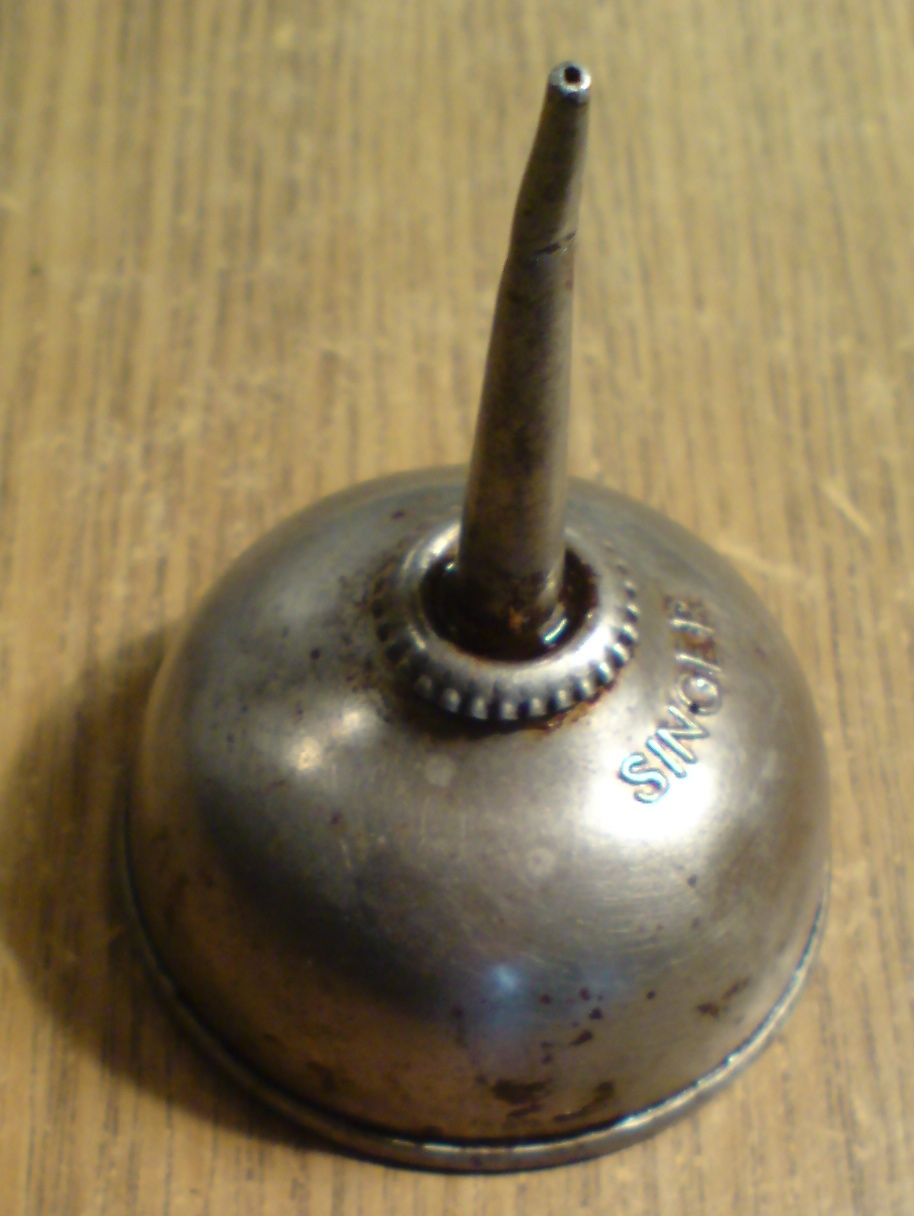
Oliekan behorend bij een Singer naaimachine
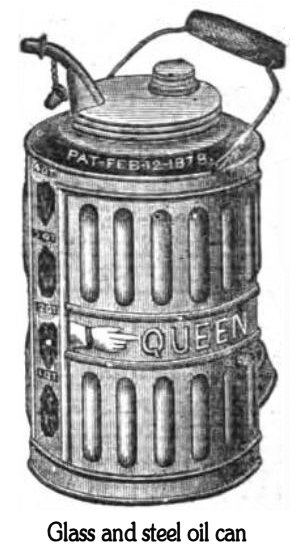
Oliekan voor lampolie (1882)
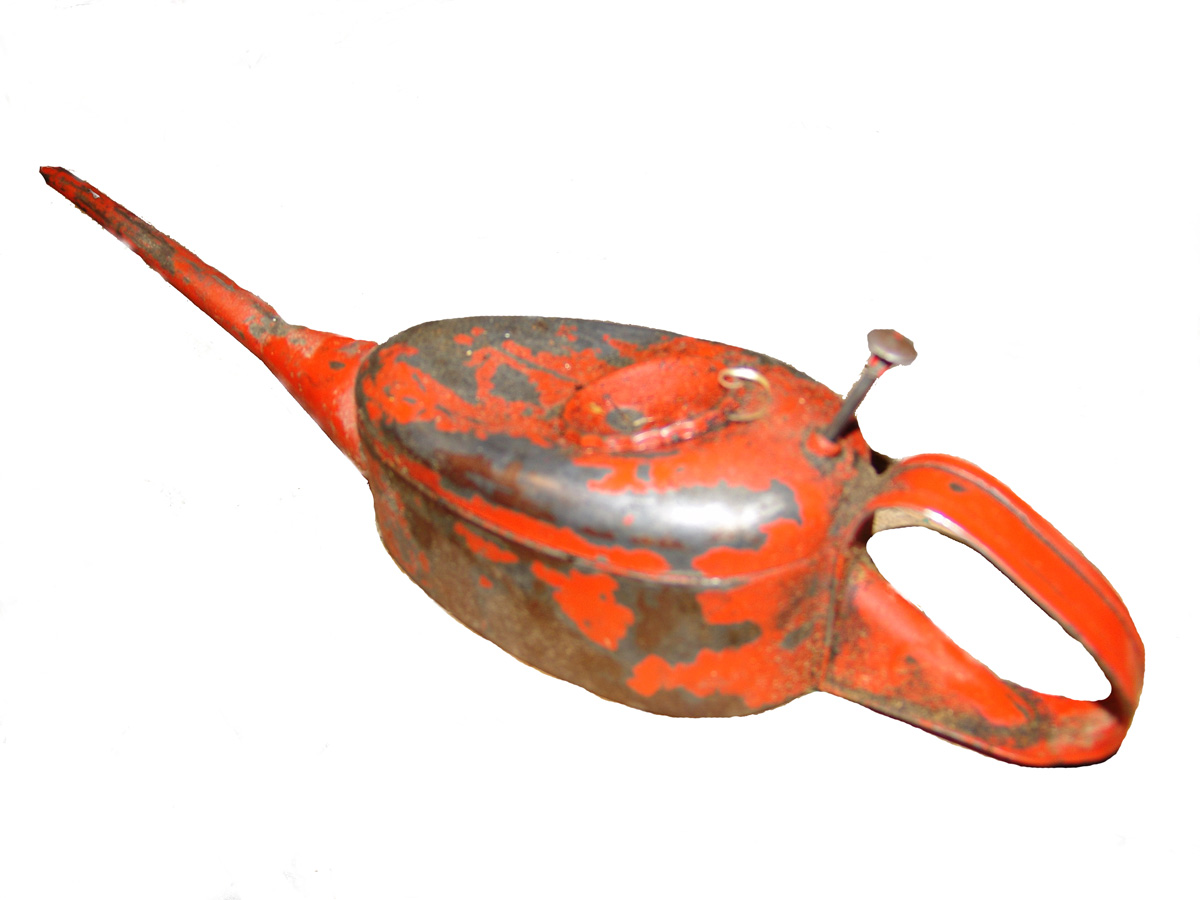
Oliekan voor het smeren van lagers
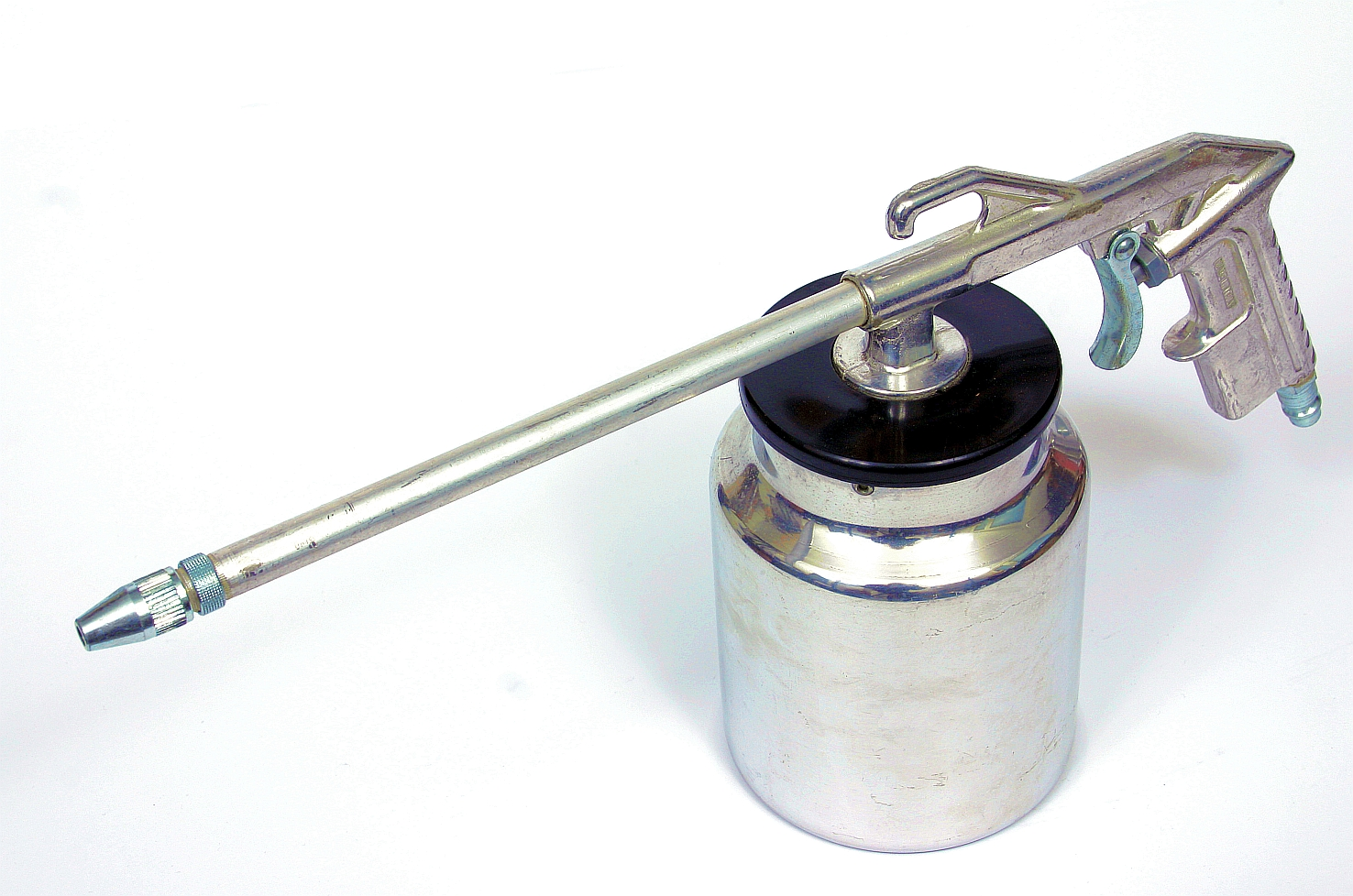
Oliekan met pistoolgreep

## Pictogram
In een motorvoertuig wordt een lage oliedruk aangegeven door een indicator met een symbolische weergave van een oliekan, met een druppel die uit de tuit valt.

Pictogram oliedruklichtje